# Río Salado (Buenos Aires)

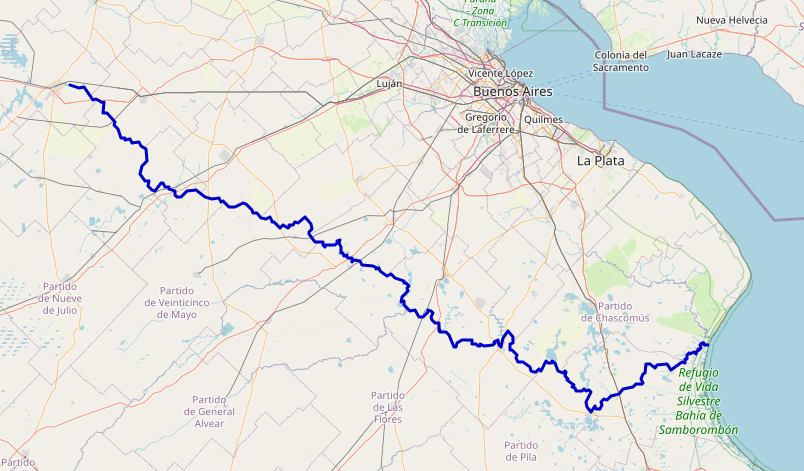
Mapa del recorrido del Río Salado desde Laguna El Chañar hasta la localidad de Cerro de la Gloria, en la bahía de Samborombón.

El río Salado o río Salado del Sur es un río de Argentina que nace en Teodelina, provincia de Santa Fe, precisamente en la laguna El Chañar, y desemboca en el litoral del Río de la Plata, precisamente en la localidad de Cerro de la Gloria, en la provincia de Buenos Aires. La mayor parte de su curso discurre en territorio de la provincia de Buenos Aires, en dirección norte-noroeste hacia el centro-este del interior de la provincia de Buenos Aires, desembocando en la bahía de Samborombón.
Debido a que hay otros ríos en la Argentina llamados Salado, en especial el del norte del país, a veces suele llamárselo Salado del Sur, aunque en esa zona del país también existen otros arroyos con el mismo nombre.

## Descripción
El Río Salado nace en la Laguna El Chañar, cerca de la localidad santafesina de Teodelina, a 40 m s. n. m. y hacia las coordenadas 34°07′S 61°36′O / -34.117, -61.600, con típico fluir de río de llanura, para desembocar, tras atravesar un cordón albardonado de dunas y conchillares en el sudeste, a 640 km en el Río de la Plata hacia las coordenadas 35°59′S 57°23′O / -35.983, -57.383, casi en el centro costero de la bahía de Samborombón, unos 170 km al sudeste de la ciudad de Buenos Aires.
La cuenca cubre 170 000 km² (sin incluir la cuenca del río Quinto), más de la mitad del área provincial, con promedios de entre 800 y 1300 mm de precipitación anual (concentraciones de 50 mm/h, y máximas de 110 mm/h) y frecuentes inundaciones y sequías en su área de influencia, la Depresión del Salado, en donde forma abundantes meandros y lagunas.
El río pasa por las ciudades de Junín, Roque Pérez, Norberto de la Riestra, Alberti, General Belgrano, Villanueva y por un gran número de pantanos y lagunas, desembocando en la Bahía de Samborombón cerca del Parque Costero del Sur y la reserva natural de la mencionada bahía.
Su principal afluente es el citado río Quinto, el cual durante los períodos húmedos le alcanza superficialmente, aportándole grandes caudales en las proximidades de la ciudad de Bragado, mientras que durante los períodos secos el mismo río lo alimenta subterráneamente desde el sector llamado Brazo Norte (si se observa un mapa de la Argentina, se nota que desde los Bañados de la Amarga hasta la laguna El Chañar existe una línea casi recta que une al Quinto con el río Salado). 
A inicios del siglo XXI la construcción del canal Arturo Jauretche, como parte del llamado Plan Maestro Integral de la Cuenca del Salado, reactivó en gran medida el nexo superficial entre los ríos Quinto y Salado principalmente desde la laguna del Hinojo Grande. Dicho plan incluyó el dragado del río, desde el canal 15 hasta la laguna Las Barrancas, en los partidos de Castelli y Lezama, removiéndose unos 19 millones de metros cúbicos de lecho de río (a lo largo de 49 kilómetros).
Además del río Quinto, los otros principales afluentes provienen del sur: el Saladillo, que es continuación del extenso arroyo Vallimanca, y el arroyo Las Flores, que confluyen en el sistema Las Flores (laguna Las Flores Grande y laguna Las Flores Chica). Este sitio configura una extensa área de humedales sobre el cauce principal del río Salado y además representa los aportes provenientes de las sierras de Ventania y Tandilia.

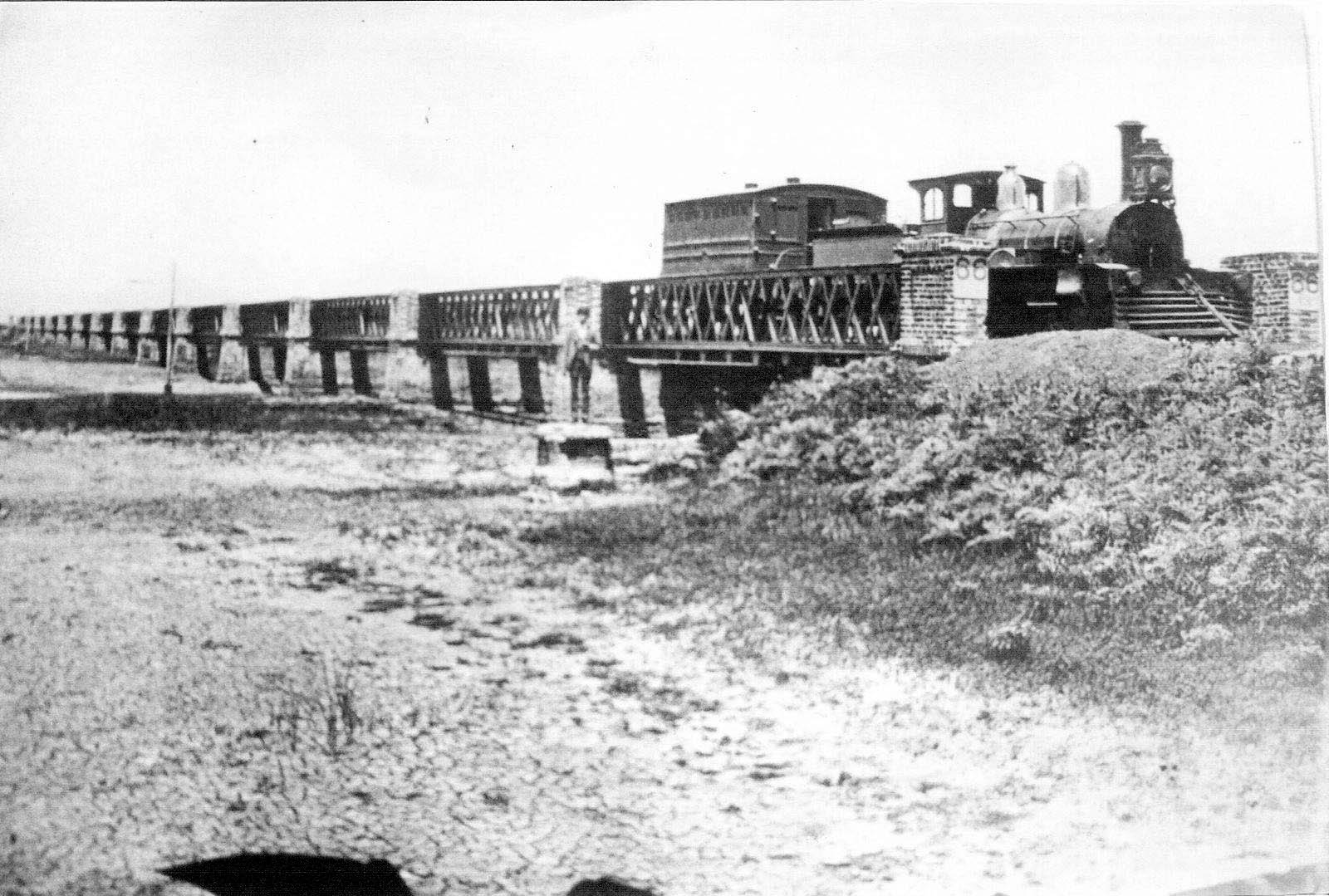
Ferrocarril cruzando un tramo del río Salado cerca del año 1900.

## Dragado y canalización
Su canalización en la cuenca baja mejoró el avenamiento, que es de 88 m³/s; con cerca de 1 millón de habitantes que viven en la cuenca. Sin embargo, los canales rectilíneos, que casi en su totalidad desembocan paralelamente en la bahía de Samborombón, significan graves problemas ecológicos (y por ende económicos en mediano y largo plazo), ya que facilitan el denodado de la tierra fértil, que es de este modo arrastrada velozmente por las aguas hacia el mar y una veloz pérdida —sin un buen usufructo— del agua dulce aportada durante la temporada de lluvias; esto es, para ahorrar en términos de corto plazo se ha despreciado el plan propuesto a fines del siglo XIX por el sabio paleontólogo e ingeniero Florentino Ameghino, plan que contempla la derivación de las aguas dulces excedentes hacia zonas bajas y lagunas para crear reservorios (que servirían de recargadores del acuífero Puelche). El Plan Ameghino considera también la forestación de las orillas de cursos fluviales y de zonas muy afectables por la erosión, la piscicultura intensiva en los embalses a crear y la construcción de una red de canales navegables para el transporte a bajo precio mediante gabarras de las producciones regionales.
En la actualidad se lleva a cabo un plan de dragado, continuado por las distintas administraciones de la Provincia de Buenos Aires. Dicho plan busca disminuir las inundaciones en la cuenca del río para incorporar a la producción agropecuaria miles de hectáreas.

## Características limnológicas

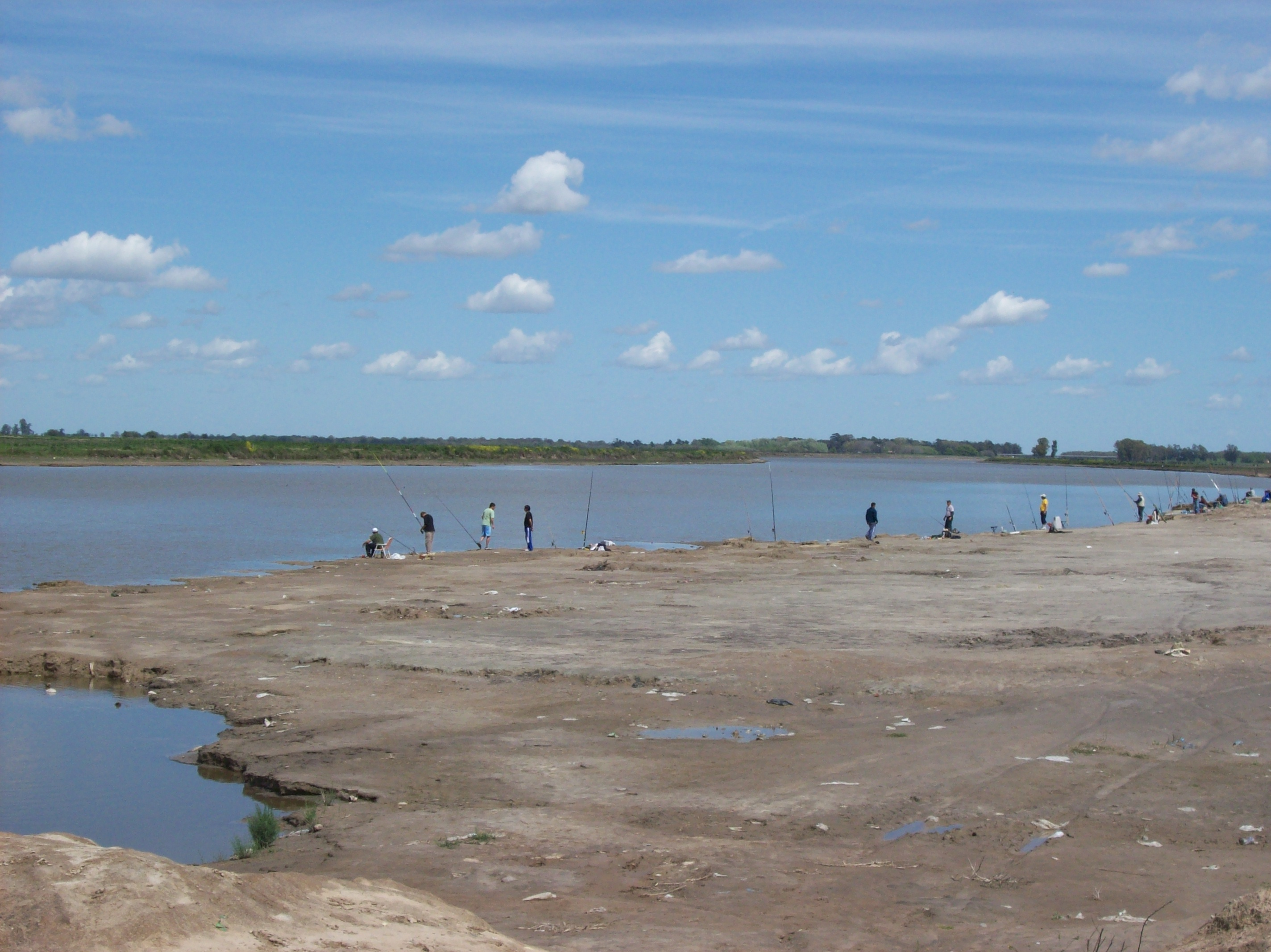
Pescadores cerca del puente de la autovía 2.

El río Salado es un río fluctuante entre periodos húmedos y secos con importantes cambios en sus características iónicas y biológicas. Dentro de los factores que pueden influenciar estos cambios se considera el ENSO, el cual se relaciona con importantes cambios en la abundancia de las algas clorofitas que dominan en el río. La composición química del agua superficial de la cuenca es consecuencia de sales aportadas por el agua subterránea, la evaporación y la erosión de los materiales post-pampeanos, y del impacto provocado por el desvío entre subcuencas para el control de inundaciones. Estos desvíos producen efectos marcados sobre el equilibrio iónico de la cuenca por aportar las aguas de las cuencas endorreicas, caracterizadas por alta salinidad.

## Antigua frontera interna con los nativos
Hasta el siglo XIX, cuando después de su independencia Argentina decide expandir sus dominios al sur del Salado, éste era el límite natural entre las tierras de la Colonia española y los nativos de la zona tehuelches septentrionales y mapuches. La Campaña de Rosas al Desierto de 1833, iniciada desde la actual localidad de Monte, fue una expedición militar y científica para reconocer la región hacia el oeste del Río Salado, establecer alianzas con las tribus indígenas, y crear una "ruta segura" para la provisión de sal a los saladeros de Buenos Aires.
El primer puente en construirse para cruzar desde Buenos Aires el Río Salado, se atribuye al ingeniero británico Edward Taylor, a iniciativa de Juan N. Terrero, socio del gobernador Juan Manuel de Rosas, ambos dueños de grandes estancias en el Partido de Monte. Se estima que fue inaugurado hacia 1858, aunque su vida útil fue efímera. Se derrumbó (quizás en una creciente del río), y sus ruinas permanecen en el sitio de su construcción, estimándose que era una estructura de aspecto similar al Puente Viejo de San Antonio de Areco, aunque de mayor extensión.
El primer cruce ferroviario del río se efectúa en 1871, con la inauguración del puente a la altura de la Estación Villanueva, en el Partido de Ranchos, que comunicaba con la estación "Salado" en el ramal a Las Flores. En el año 1872 se inauguró el puente caminero llamado "La Postrera", diseñado por el ingeniero Huergo, en un paso del río Salado entre los partidos de Pila y Lezama. Por ese puente pasaba entonces el camino de tierra hacia Dolores.

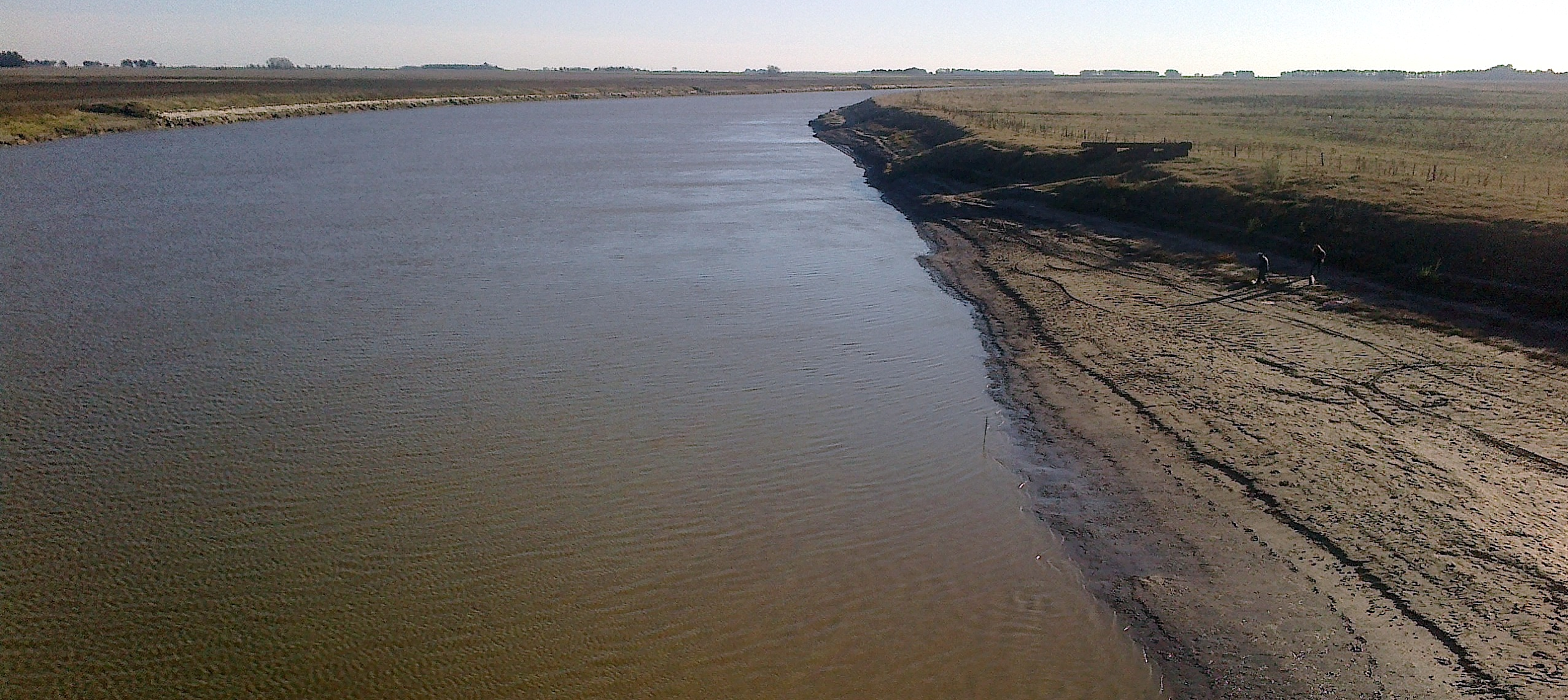
Vista entre Chascomús y Pila.

En el pasado, al Río Salado se le daba por metonimia el nombre de Tubichá Miní, que en guaraní (pueblo que influyó en los querandíes o tehuelches septentrionales boreales), significa "patrón" o "jefe chiquito". Los guaraníes llamaban así al Río Salado porque era la vía de acceso a los dominios del cacique al que consideraban "menor" (tubichaminí), Tumutumús, de estirpe querandí, uno de los primeros encomendados por Juan de Garay en 1582, después de su expedición por tierra hasta cercanías de Cabo Corrientes.